# Regierung Jørgensen III
Die sozialdemokratisch-liberale Regierung Jørgensen III (dän. regeringen Jørgensen II, auch Arbeiter-Bauern-Regierung und SV-Regierung) unter Ministerpräsident Anker Jørgensen war vom 30. August 1978 bis zum 26. Oktober 1979 die dänische Regierung. Sie wurde von Margrethe II. ernannt.
Die Regierung Jørgensen III war das 58. dänische Kabinett seit der Märzrevolution.

## Kabinettsliste
| Ressort                         | Name                   | Partei | Lebensdaten | Amtsperiode               |
| ------------------------------- | ---------------------- | ------ | ----------- | ------------------------- |
| Ministerpräsident               | Anker Jørgensen        | S      | 1922–2016   |                           |
| Äußeres                         | Henning Christophersen | V      | 1939–2016   |                           |
| Finanzen                        | Knud Heinesen          | S      | * 1932      |                           |
| Verteidigung                    | Poul Søgaard           | S      | 1923–2016   |                           |
| Inneres                         | Knud Enggaard          | V      | * 1929      |                           |
| Justiz                          | Nathalie Lind          | V      | 1918–1999   |                           |
| Wirtschaft, Steuern und Abgaben | Anders Andersen        | V      | 1912–2006   |                           |
| Umwelt                          | Ivar Nørgaard          | S      | 1922–2011   |                           |
| öffentliche Arbeiten            | Ivar Hansen            | V      | 1938–2003   |                           |
| Handel                          | Arne Christiansen      | V      | 1925–2007   |                           |
| Soziales                        | Erling Jensen          | S      | 1919–2000   |                           |
| Fischerei                       | Svend Jakobsen         | S      | * 1935      |                           |
| Wohnungen                       | Erling Olsen           | S      | 1927–2011   |                           |
| Landwirtschaft                  | Niels Anker Kofoed     | V      | 1929–2018   |                           |
| Bildung                         | Ritt Bjerregaard       | S      | * 1941      | bis zum 22. Dezember 1978 |
| Bildung                         | Dorte Bennedsen        | S      | 1938–2016   | ab dem 22. Dezember 1978  |
| Kirche                          | Egon Jensen            | S      | 1922–1985   |                           |
| Kulturelle Anliegen             | Niels Matthiasen       | S      | 1924–1980   |                           |
| Grönland                        | Jørgen Peder Hansen    | S      | 1923–1994   |                           |
| ohne Geschäftsbereich           | Lise Østergaard        | S      | 1924–1996   |                           |
| ohne Geschäftsbereich           | Per Hækkerup           | S      | 1915–1979   | bis zum 13. März 1979     |